# 内閣官房副長官補
内閣官房副長官補（ないかくかんぼうふくちょうかんほ、英語: Assistant Chief Cabinet Secretary）は、日本の内閣法に基づき内閣官房に置かれる官職のひとつ。事態対処・危機管理担当、内政担当、外政担当の3人が置かれ、内閣官房長官・内閣官房副長官・内閣危機管理監の職務を補佐する。任免は内閣総理大臣の申出により、内閣において行う。国会議員がこの職に就任することはなく、国家公務員が任命される。給与は指定職8号棒相当（事務次官級）である。

## 現任
- 内政担当： 阪田渉（2024年6月28日 -）[5]。内閣感染症危機管理統括庁内閣感染症危機管理監補を兼任。元国税庁長官。
- 外政担当： 市川恵一（2023年8月10日 -）[6]。国家安全保障局次長を兼任。前外務省総合外交政策局長。
- 事態対処・危機管理担当[7]：田中利則（2025年8月1日 -）[8]。国家安全保障局次長を兼任。前防衛省地方協力局長。

## 歴代

### 内閣官房副長官補（内政担当）
| 氏名       | 就任年 |
| ---------- | ------ |
| 竹島一彦   | 2001年 |
| 伏屋和彦   | 2002年 |
| 坂篤郎     | 2006年 |
| 福田進     | 2008年 |
| 佐々木豊成 | 2010年 |
| 古谷一之   | 2013年 |
| 藤井健志   | 2020年 |
| 阪田渉     | 2024年 |

#### （旧）内閣内政審議室長
| 氏名     | 就任年 |
| -------- | ------ |
| 的場順三 | 1986年 |
| 公文宏   | 1989年 |
| 伊藤博行 | 1991年 |
| 藤井威   | 1993年 |
| 田波耕治 | 1996年 |
| 竹島一彦 | 1998年 |

### 内閣官房副長官補（外政担当）
| 氏名       | 就任年 |
| ---------- | ------ |
| 浦部和好   | 2001年 |
| 谷内正太郎 | 2002年 |
| 海老原紳   | 2005年 |
| 安藤裕康   | 2006年 |
| 河相周夫   | 2008年 |
| 林景一     | 2008年 |
| 河相周夫   | 2010年 |
| 木寺昌人   | 2012年 |
| 梅本和義   | 2012年 |
| 兼原信克   | 2012年 |
| 林肇       | 2019年 |
| 滝崎成樹   | 2020年 |
| 岡野正敬   | 2022年 |
| 市川恵一   | 2023年 |
| 河邉賢裕   | 2025年 |

#### （旧）内閣外政審議室長
| 氏名       | 就任年 |
| ---------- | ------ |
| 國廣道彦   | 1986年 |
| 藤田公郎   | 1988年 |
| 有馬龍夫   | 1990年 |
| 谷野作太郎 | 1992年 |
| 平林博     | 1995年 |
| 登誠一郎   | 1998年 |
| 阿南惟茂   | 2000年 |

### 内閣官房副長官補（事態対処・危機管理担当）
| 氏名       | 就任年 |
| ---------- | ------ |
| 髙見澤將林 | 2014年 |
| 中島明彦   | 2016年 |
| 前田哲     | 2018年 |
| 髙橋憲一   | 2020年 |
| 鈴木敦夫   | 2023年 |
| 田中利則   | 2025年 |

#### （旧）内閣官房副長官補（安全保障担当）
| 氏名       | 就任年 |
| ---------- | ------ |
| 大森敬治   | 2001年 |
| 柳澤協二   | 2004年 |
| 西川徹矢   | 2009年 |
| 櫻井修一   | 2011年 |
| 髙見澤將林 | 2013年 |

## 内閣官房副長官補が率いる組織

### 内閣官房副長官補室
（厳密には、法令上の組織でないものの、事実上、）内政担当、外政担当、事態対処・危機管理担当の内閣官房副長官補をトップに、政策の企画・立案及び総合調整を担当する組織として、内閣府本府庁舎の5階に「内閣官房副長官補室」（通称「補室」）が設置されている。
内閣官房副長官補室は、組織・役職（「内閣官房副長官補付」）として、
1. 「内閣官房副長官補」（次官級）
2. 「内閣審議官」（局次長級・3名）
3. 「内閣参事官」（各省庁で課長級ポストを経験した者・約20名）
4. 「内閣参事官補佐」・「主査」などの「内閣事務官」（約50名）

という4階層構造で成り立ち、内閣府、金融庁、警察庁、総務省、法務省、外務省、財務省、文部科学省、厚生労働省、農林水産省、経済産業省、国土交通省、環境省、防衛省からの出向者で構成されており、その他の臨時職員等も含めれば、総勢約90名に達する。
内閣官房副長官補室は、各省庁の総合調整を行う唯一無二の組織とされ、自由民主党から民主党への政権交代後、政府内の総合調整を行う部署が内閣官房副長官補室のみであったことから、国家戦略室が設置された際には、「結局、補室がそのまま国家戦略室になるのではないか」と言われていたとされ、実際、補室内に国家戦略室の併任者が数多く存在した。
2001年（平成13年）1月に内閣官房副長官補（安全保障・危機管理担当）が置かれた（通称「安危室」）。2014年（平成26年）1月7日に国家安全保障局の発足に伴い、内閣官房副長官補（安全保障・危機管理担当）が内閣官房副長官補（事態対処・危機管理担当）に改組（通称「事態室」）されるとともに、外政担当と事態対処・危機管理担当の内閣官房副長官補が、国家安全保障局の局次長を兼任。4月1日、内政担当の内閣官房副長官補が宇宙開発戦略本部事務局長を兼任することになったが、内閣官房のスリム化の一環として2016年（平成28年）3月をもって宇宙開発戦略本部事務局が廃止されて、事務機能が内閣府の宇宙開発戦略推進事務局に移管されたことを受けて兼任が解除された。
内閣官房副長官補室の源流は、内閣直属の機関として、戦前・戦中に総合的な国策の企画・立案・調整に当たった企画院である。